# Джаффар, Фаррух
Фаррух Джаффар (урду فرخ جعفر‎; 1933, Джаунпур, Британская Индия — 15 октября 2021, Лакхнау) — индийская актриса

, снимавшаяся в фильмах на хинди.

## Биография
Родилась в 1933 году в деревне Чакерсар округа Джаунпур. Её отец и дед по материнской линии были заминдарами.
В 16 лет вышла замуж за журналиста и борца за свободу Сайеда Мухаммада Джафара и переехала в Лакхнау.
Муж поощрял её учиться, поэтому она окончила Лакхнауский университет и в 1963 году получила работу на Всеиндийском радио, став одной из первых женщин-дикторов. В 1966 году, когда ее муж был назначен на пост в Дели, она перевелась на AIR Urdu и переехала с ним. В Дели Фаррух посещала уроки актерского мастерства Эбрахима Алкази из Национальной школы драмы. Она написала и сыграла в нескольких радиоспектаклях, а также недолго выступала на сцене. Однако в 1970 году она оставила работу и вернулась в Джаунпур, чтобы помогать своей овдовевшей матери и провела 15 лет в качестве прадхана.
Она получила предложение сыграть в кино после того, как режиссёр Музаффар Али случайно услышал как она говорит на смеси диалектов бходжпури и джаунпури. В 1981 году она снялась в его фильме «Дорогая Умрао» в роли биологической матери героини Рекхи.
В следующий раз она появилась на экране в «Возвращении на Родину» (2004) Ашутоша Говарикера. За эти последовали фильмы Peepli Live (2009), Barefoot to Goa (2015) и «Султан» (2016).
В 2019 году она сыграла главную роль в фильме Ammaa Ki Boli. Два года спустя в возрасте 88 лет она получила Filmfare Award за лучшую женскую роль второго плана за роль Фатимы Бегум в комедии Gulabo Sitabo, став самой возрастной лауреаткой премии в актерской категории.
Джаффар скончалась 15 октября 2021 года в Лакхнау в результате инсульта. У неё остались две дочери Мехру Джаффар и Шахейн Ахмад.